# Славута (річка)
Славута — річка  в Україні, у Коростенському   районі Житомирської області. Права притока Ужу  (басейн Прип'яті).

## Опис
Довжина 13 км, похил річки 2,2 м/км. Формується з багатьох безіменних струмків.  Площа басейну 39,5 км². 
Притоки: Зміївка (права).

## Розташування
Бере початок біля Веселівки. Спочатку тече на північний схід через Холосне, а потім на північний захід через Білошиці, і в Поліському впадає у річку Уж, праву притоку Прип'яті.